# Иванова, Ана
Ана Иванова (исп. Ana Ivanova; 1974 — 17 марта 2025) — парагвайская актриса.

## Биография
Дочь инженера и учительницы; как говорит сама актриса, когда её родители познакомились, то оба как раз читали роман Достоевского «Братья Карамазовы». Изучала системный анализ и бухгалтерский учёт в различных учебных заведениях перед тем, как посвятить себя актёрской карьере. В 1999 году начала сниматься в рекламе, затем выступала как чтица-декламатор на радио. В 2004—2007 годы изучала актёрское мастерство и танец в Муниципальном институте искусства в Асунсьоне, занималась также в театральных мастерских в Аргентине и Боливии, в том числе под руководством Сесара Брие.
В 2007 году дебютировала в кино в картине Гали Хименес «Зима Гунтера». За десять лет снялась в семи полнометражных и 30 короткометражных парагвайских фильмах. В 2018 году получила международную известность благодаря одной из главных ролей в фильме Марсело Мартинесси «Наследницы», получившем ряд премий в Европе и США. В это же время начала сотрудничество с дизайнером Фернандо Бернарду в качестве модели.
Скончалась 17 марта 2025 года в возрасте 51 года. Причиной смерти актрисы стал рак лёгких. Память Ивановой почтили, в том числе, в Сенате Парагвая.